# Mark 41垂直發射系統
Mark 41垂直發射系統（英語：Mark 41 Vertical Launching System，簡稱「Mk 41 VLS」）為美國海軍、部份北約和親西方國家現役艦艇及美国海军陆战队現役裝甲車所使用的垂直發射系統。它能夠搭載多種不同類型的飛彈，包括RIM-162 改進型海麻雀防空飛彈、RIM-66標準二型中程防空飛彈、RIM-156A標準二型遠程防空飛彈、RIM-161標準三型遠程防空飛彈、RIM-174標準六型遠程防空飛彈、RUM-139 阿斯洛克反潛导彈、海上捕手飛彈、AGM-158C遠程反艦飛彈以及戰斧巡弋飛彈，且提供快速發射的功能應對多樣化目標。
垂直發射系統也是1960年代起開發神盾戰鬥系統時的配套產物，發射系統在1976年通過測試量產；當時的計畫只整合了標準飛彈，但是美國海軍認知到該系統的強大潛力，因此要求發射管開發需整合現役美軍飛彈的尺寸，因此MK 41有著多種長度款式。
第一艘安裝Mk 41的軍艦為碉堡山號導彈巡洋艦，自1980年代後MK41為美軍艦隊取代了老式飛彈飛射器，包括Mk 13、Mk 10、Mk 11、及Mk 26的多用途發射系統與戰斧巡弋飛彈專用之裝甲發射箱。現役所有阿利·伯克級驅逐艦、提康德羅加級飛彈巡洋艦及由聯合輕型戰術車改裝的無人載具均搭載上述系統。而日本金剛型護衛艦、愛宕級護衛艦、摩耶级护卫舰、村雨型護衛艦 (二代)、高波級護衛艦、秋月级护卫舰 (2010年)、朝日級驅逐艦 (2016年)、日向級護衛艦、最上級護衛艦與韓國忠武公李舜臣級驅逐艦、世宗大王級驅逐艦等船隻都有此一系統。

## 發射箱種類

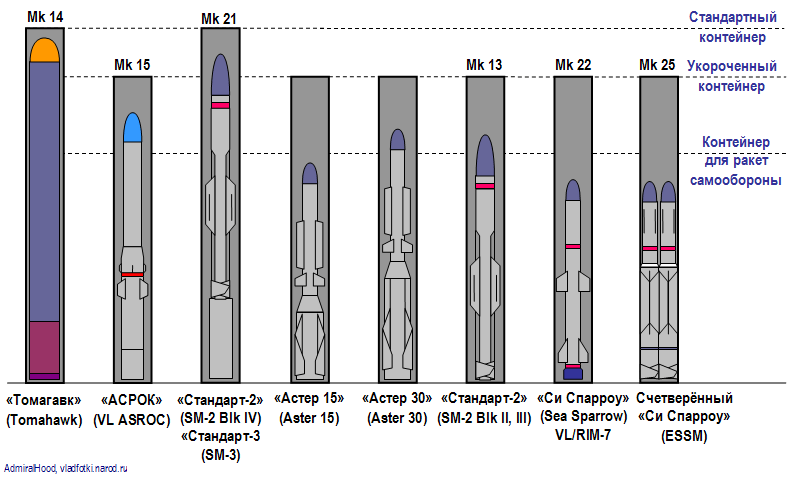
飛彈高度與發射箱種類

- Mk 13：裝填SM-2MR中程標準型區域防空飛彈，屬於戰術型發射箱。
- Mk 14：裝填戰斧巡弋飛彈，屬於打擊型發射箱。
- Mk 15：裝填VL-阿斯洛克反潛飛彈，屬於戰術型發射箱。
- Mk 21：裝填SM-3增程型標準區域防空飛彈，屬於打擊型發射箱。
- Mk 22：裝填RIM-7M/P垂直發射型海麻雀短程防空飛彈，屬於自衛型發射箱。
- Mk 25：Mk 25把Mk 41發射箱內分隔成四個空間，裝填四枚ESSM短程防空飛彈，屬於自衛型發射箱。
- 堤豐中程飛彈發射系統
- TRAM：佔用一個發射單元，可以容納起重機，使得海上裝填飛彈成為可能，但需要滿足補給船轉移、以及在風浪中吊掛飛彈並插入發射井的技術要求，一度因為操作過程太過危險而中止研發，不過美軍仍在研究該技術[5][6]。

## 構型
- Mod 0（八聯裝單元）：用於後22艘提康德羅加級飛彈巡洋艦（CG-52~73），兩組各八個八聯裝單元
- Mod 1（八聯裝單元）：用於改良後的史普魯恩斯級驅逐艦，一組八個八聯裝發射單元。
- Mod 2（八聯裝單元）：用於阿利·伯克級驅逐艦Flight I/II（DDG-51~78）與金剛級護衛艦，一組四個八聯裝單元（稱為MK-159 Mod 0 ）與一組八個八聯裝單元（稱為Mk 158 Mod0）構成。
- Mod 3（五聯裝單元）：結合一個再裝填裝置與五個發射管。提康德羅加級飛彈巡洋艦、柏克Flight I/II前後垂直發射器組各有一個是Mod 3單元，改良型史普魯恩斯級則有一個 Mod 3單元。
- Mod 5（八聯裝單元）：用於安扎克級巡防艦，8個單元
- Mod 7（八聯裝單元）：用於亞里·勃克級驅逐艦Flight IIA中使用神盾Baseline 7以前的艦艇（DDG-79~91）
- Mod 8（八聯裝單元）：用於巴巴洛斯級巡防艦（第二艘船）
- Mod 10（八聯裝單元）：用於薩克森級巡防艦，32單元
- Mod 15（八聯裝單元）：用於亞里·勃克級驅逐艦Flight IIA中使用神盾Baseline 7以後的艦艇（DDG-92起）[7]
- Mod 16（八聯裝單元）：用於阿德萊德級巡防艦，8單元

## Mk 41 VLS使用國
- 阿德萊德級巡防艦 - (8單元)
- 紐澳軍團級巡防艦 - (8單元)
- 霍巴特級驅逐艦-(48單元)
- 亨特級巡防艦- (32單元)

 加拿大
- 易洛魁級驅逐艦 - (29單元)  ( 退役 )

 丹麦
- 伊萬·休特菲爾德級巡防艦 - (32單元)

 德国
- 萨克森级巡防舰 - (32單元)
- 布蘭登堡級巡防艦 - (16單元)

 日本
- 日向級直升機航空母艦 - (16單元)
- 摩耶級驅逐艦 - (96單元)
- 愛宕級驅逐艦 - (96單元)
- 金剛級驅逐艦 - (90單元)
- 朝日級驅逐艦 (2016年) - (32單元)
- 秋月級驅逐艦 (2010年) - (32單元)
- 高波級驅逐艦 - (32單元)
- 村雨級驅逐艦 (二代) - (16單元)
- 最上級巡防艦 - (16單元)

 荷蘭
- 七省级巡防舰 - (40單元)

 挪威
- 南森級巡防艦 - (8單元，最多32單元)

 新西兰
- 紐澳軍團級巡防艦 - (8單元)

- 忠武公李舜臣級驅逐艦 (KDX-II) - (32單元)
- 世宗大王級驅逐艦 (KDX-III) - (80單元)
- 正祖大王級驅逐艦- (64單元)

 西班牙
- 阿爾瓦羅·巴贊級巡防艦 - (48單元)

 中華民國
- 高雄號兩棲指揮艦 - (8單元，用於測試)

 美国

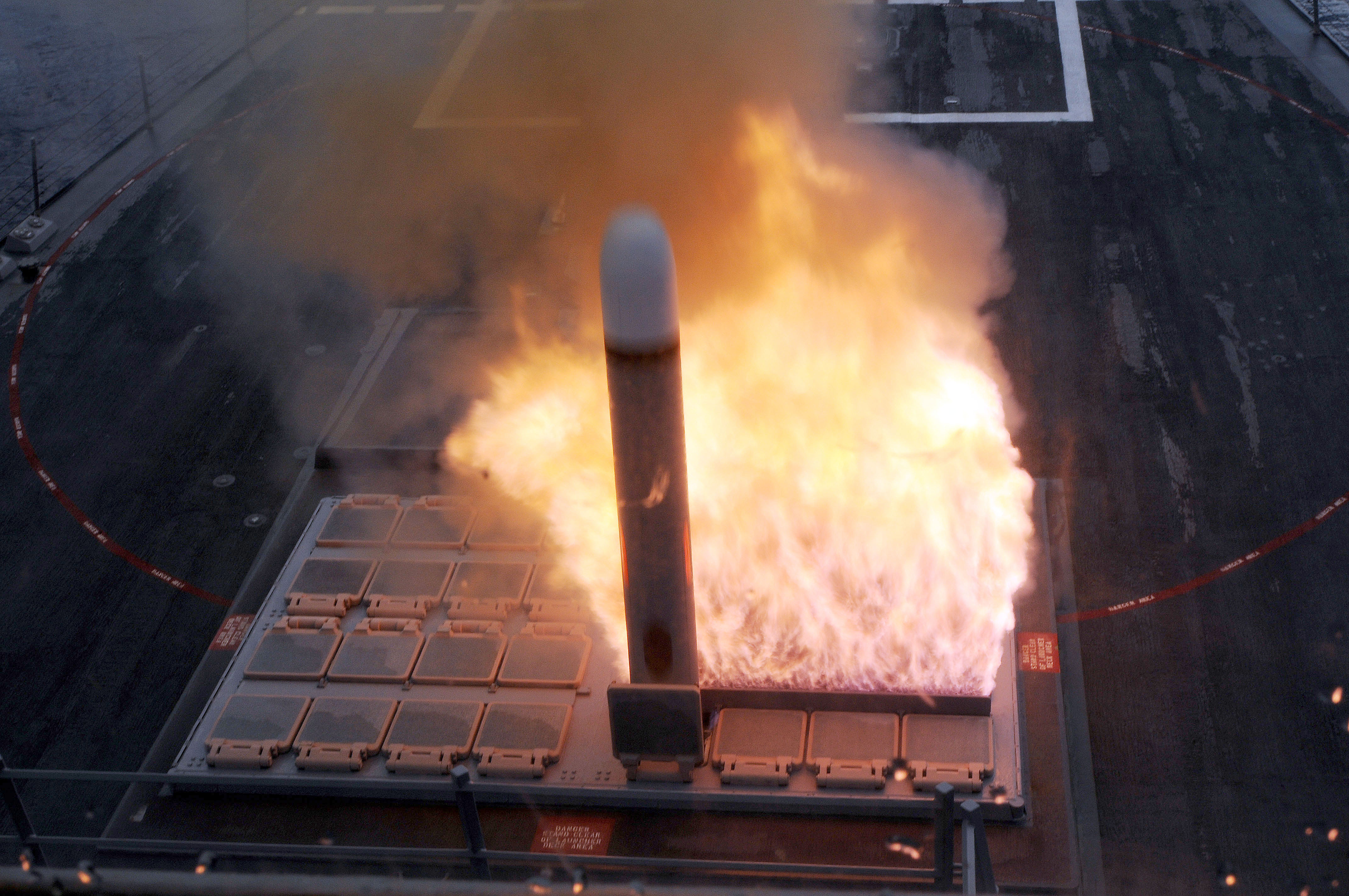
一枚从美国海军伯克級法拉格特號驱逐舰（USS-DDG-99）甲板上的MK41 VLS发射的战斧巡弋导弹

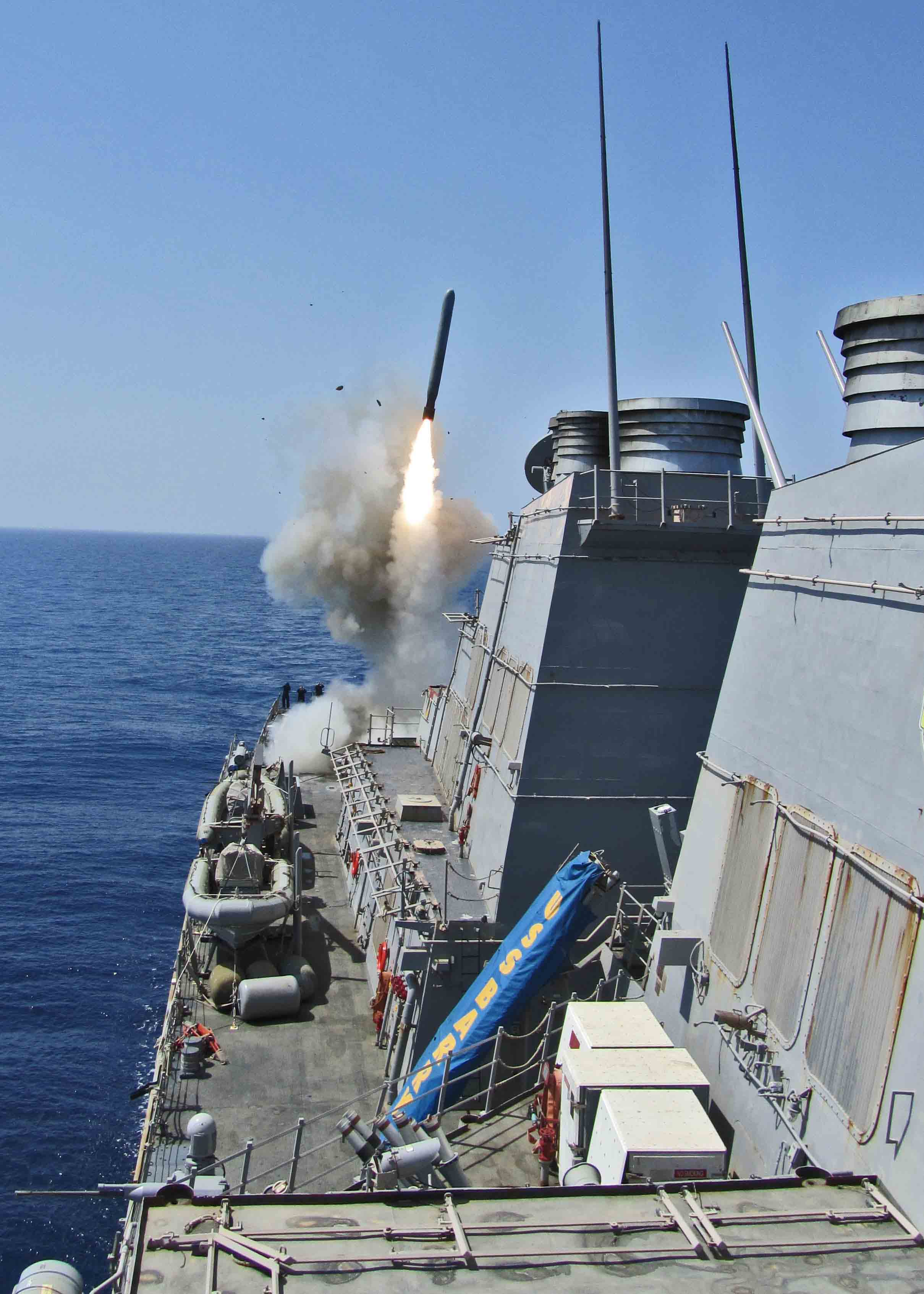
伯克級驅逐艦正在從Mk 41發射戰斧巡弋飛彈

- 史普魯恩斯級驅逐艦 - (61單元)  ( 退役 )
- 阿利·伯克级驱逐舰 - (90或96單元)
- 提康德羅加級飛彈巡洋艦 - (122單元)
- 朱姆沃爾特級驅逐艦 - （80井 Mk 57 VLS)
- 聯合輕型戰術車改裝的無人載具 - (1單元)[2]

 英国
- 26型巡防艦 - (24單元)
- 31型巡防艦 - (32單元)

 土耳其
- 加濟安泰普級巡防艦-(8單元)

 泰國
- 蒲美蓬·阿杜德級巡防艦-(8單元)
- F25T型護衛艦（英语：Naresuan-class frigate）-(8單元)

| mod | 發射管數量    | 搭載軍艦                                   |
| --- | ------------- | ------------------------------------------ |
| 0   | 122 （61+61） | 提康德羅加級飛彈巡洋艦                     |
| 1   | 61            | 史普魯恩斯級驅逐艦                         |
| 2   | 90 （29+61）  | 阿利·伯克级驱逐舰Flight I/II、金剛級護衛艦 |
| 4   | 16            | 布蘭登堡級巡防艦                           |
| T   | 29            | 易洛魁級驅逐艦                             |
| 5   | 8             | 紐澳軍團級巡防艦                           |
| 7   | 96 （32+64）  | 亞里·勃克級驅逐艦Flight IIA （DDG-79－90） |
| 8   | 16            | 亞維茲級巡防艦                             |
| 9   | 16            | 村雨型護衛艦 (二代)                        |
| 10  | 32            | 薩克森級巡防艦、高雄號兩棲指揮艦           |
| 11  | 40            | 七省級巡防艦                               |
| 12  | 48            | 阿爾瓦羅·巴贊級巡防艦                      |
| 13  | 32            | 忠武公李舜臣級驅逐艦                       |
| 15  | 96 （32+64）  | 阿利·伯克级驱逐舰Flight IIA （DDG-91-）    |
| 16  | 8             | 阿德萊德級巡防艦                           |
| 17  | 8             | 飛鳥號測試艦                               |
| 18  | 32            | 高波級護衛艦                               |
| 20  | 96 （64+32）  | 愛宕級護衛艦                               |
| 20  | 96 （64+32）  | 摩耶級護衛艦                               |
| 22  | 16            | 日向級護衛艦                               |
| 29  | 32            | 秋月級護衛艦 (2010年)                      |
| 29  | 32            | 朝日級驅逐艦 (2016年)                      |
| mod | 發射管數量    | 搭載軍車                                   |
|     | 1             | 聯合輕型戰術車改裝的無人載具               |
|     | 4             | 由M991拖車運載的堤豐中程導彈發射系統       |

## 流行文化
超級戰艦